# みんなのどうぶつの森
『みんなのどうぶつの森』（みんなのどうぶつのもり）は、任天堂のコンピュータゲーム『どうぶつの森』シリーズを原作とした、こやまゆきの漫画作品。題材は『おいでよ（2年間連載）』と『街へいこうよ（1年間連載、単行本未収録）』の二作。

## 概要
2007年4月から小学館の学年別学習雑誌『小学四年生』に連載されたが、2009年3月から『小学三年生』に移行された。『どうぶつの森 ホヒンダ村だより』が連載されていない学年誌のみで連載されていた。ページ数は『おいでよ』編が8ページ、『街へいこうよ』編が6ページであり、住民の人数は『おいでよ』が8人、『街へいこうよ』が10人である。
『街へいこうよ』では新たに「あかね（ぴんくの恋のライバルの女の子）」が登場し、住民は一新され、ブーケ、パンタ、グラさん、サルモンティ、メルボルン、アリアなどの10人が登場する。ぴんくは、『街へいこうよ』編では髪型をピンクのツインテールに変更している。
ギャグ中心でゲーム内の世界とプレイヤーの現実の世界を描いている『どうぶつの森 ホヒンダ村だより』とは違い、こちらではゲーム内の世界を描いており、ほのぼのとした場面が多く見られるようになっている。
13話までは白黒で表紙が描かれない事が多かったが、14話以降はカラーで描かれる様になったり、扉絵が描かれるようになった。
同年2007年4月から5月まで『小学一年生』に『おいでよ どうぶつの森 ニコニコ村ものがたり』（おいでよ どうぶつのもり ニコニコむらものがたり）が短期集中連載され、単行本の特別収録として掲載されている。
絵柄は『とんぼ村だより』同様、口が見えないキャラに口が描かれていたり、眉毛の無いキャラに眉毛が描かれていたり、アレンジが強い。
『おいでよ』編2年目の後期3話（最終回も）と、『街へいこうよ』編は単行本化されていない。
現在は電子書籍として配信されている（2019年8月23日の作者のツイートより）。

## 登場人物

### みんなのどうぶつの森のキャラクター
1年目に登場する住民（3ごう、フォアグラ、ジャン、フルメタル、キャラメル、メープル、ペチカ、クロコ）の8人は作者の実際のカラフル村に住んでいる住民である（単行本の描き下ろし参照、プレイヤー名も『ぴんく』）。
ぴんく
カラフル村在住の人間の少女で、主人公。元気で明るい女の子だが、ゆきだるまを作る時のバランス感覚が悪く、絵描きが苦手だったりする。
投票に関するイベントがあっては、住民たちに投票を責められるほど苦労していたりする。隣村のあおいとはとても仲が良い。
名前の由来は、こやまゆきの近所にいる飼い犬の「ぴんくちゃん」から。ゲームの主人公をモデルにしつつ、独特の絵柄で描かれている。
あおい
パステル村在住の人間の少年。どんぐり祭りの最中にぴんくと出会い、仲良くなる。
性格は優しく、友達思いなタイプ。
『おいでよ』編の最終回（単行本未収録）では、パステル村からカラフル村に引っ越した。
メープル（Maple）
カラフル村在住のコグマの女の子。口癖は「だベア」。
ぴんくとは仲良しで、彼女にアドバイスを与えるほど気がとても優しいが、多少のボケ役であり、ぴんくを褒めたついでに服を買わせたり、消波ブロックがいらなかったからぴんくにプレゼントしたりしたことがある。
歌声はとても美しいため、歌手に憧れている。そのため現在は歌手を目指して引っ越してしまったが、別の村ではデザイナーを目指すことになったらしい。
元パステル村の住民でもある。
ジャン（Rod）
カラフル村在住のネズミの男の子。口癖は「すっげぇ」。
住民たちの中でも小さいが、ぴんくに釣りのコツを教えたりするほど仲が良い。
小学館の学年別学習雑誌では何らかの形でぴんくのことを「ぴんターボ」と呼んでいたが、単行本では普通の名前で呼ぶようになっていた。
キャラメル（Goldie）
カラフル村在住のイヌの女の子。口癖は「ワン」。
気がとても優しく、可愛い印象を持っている。
第13話以降から住人変更によって引っ越してしまったらしい。
クロコ（Alli）
カラフル村在住のワニの女性。口癖は「どすぇ」。
とても濃い印象を持っており、ジャンいわく「ちょっと変わっている奴」とのことだが、ファッションに関してはとても詳しい。かなり強引で、長話が好き。原作ではあたし系の二人称は「おたく」だが、本作では「あなた」に変更されている。
第13話以降から住人変更によって引っ越してしまったらしい。
ペチカ（Gabi）
カラフル村在住のウサギの女の子。口癖は「だっち」。
元気で明るく、ぴんくとは大の仲良し。一度はぴんくの家に遊びに行ったにもかかわらず留守だったことで喧嘩したことがあるが、一緒に蛍を見たことで仲直りした。
新しい生活を求めるために引っ越してしまったが、引越し先はパステル村だと後に分かった。
3ごう（Big Top）
カラフル村在住のゾウの男の子。口癖は「うりゃー」。原作では全身スーツを着ているが、本作では手足の先が露出しているデザインで描かれている。
住民たちの中では体が大きく、ぴんくとは仲が良い。だが髪型を変えたぴんくに一目惚れしたことがあり、フォアグラの家から取った花束を彼女に渡して告白したことがある。
元パステル村の住民でもある。
フォアグラ（Drake）
カラフル村在住のアヒルの男の子。口癖は「かもね」。
甘え上手でよくぴんくに甘えながら攻めたことがある。
第13話以降から住人変更によって引っ越してしまったらしい。
フルメタル（Camofrog）
カラフル村在住のカエルの男。口癖は「わい」。
渋い性格の持ち主。ペチカの引越しを阻止するために、ペチカの彼氏役になりながら活躍したことがある。
第13話以降から住人変更によって引っ越してしまったらしい。
ジョン（Butch）
パステル村在住のイヌの男。口癖は「ノン」。
パステル村に訪れたぴんくにタナゴを釣ってほしいという依頼を与え、その同時に釣りのコツをも教えた。
だが性格は多少きつく、ぴんくが錦鯉を釣り上げたにもかかわらず、タナゴでなければ駄目と攻める。
あるみ（Anabelle）
パステル村在住のアリクイの女の子。口癖は「マジでー」。
元気で明るく、料理が上手。恋愛好きでもあり、ぴんくとあおいの関係に興味津々である。原作と異なり、ぴんくを呼び捨てで呼ぶ（原作ではアタイ系は相手をちゃん付けで呼ぶ）。
第13話以降から住人変更によって新たにカラフル村に加わった新住人であるため、それ以来ぴんくと仲良くなる。
タキュ（Queenie）
カラフル村在住のダチョウの女性。口癖は「やっぱし」。
ファッションにこだわるタイプで、家の中にはたくさんの服が揃っている。
第13話以降から住人変更によって新たにカラフル村に加わった新住人。
アポロ（Apollo）
カラフル村在住のワシの男。口癖は「だワイ」。
冷静で厳しそうに見えるが面倒見がよく、まいごちゃんの面倒を見たことがある。
第13話以降から住人変更によって新たにカラフル村に加わった新住人。
ビンタ（Punchy）
カラフル村在住のネコの男の子。口癖は「だのら」。
のほほんとした性格で、よく昼寝をする。
第13話以降から住人変更によって新たにカラフル村に加わった新住人。
リリアン（Bunnie）
カラフル村在住のウサギの女の子。口癖は「みたいな」。あるみ同様、原作と異なりぴんくを呼び捨てで呼ぶ（原作ではアタイ系は相手をちゃん付けで呼ぶ）。
明るくて友達思いな性格であるため、ぴんくとは仲が良い。金の釣竿の持ち主でもある。
第13話以降から住人変更によって新たにカラフル村に加わった新住人。

メリヤス（Vesta）
カラフル村在住のヒツジの女の子。口癖は「なのね」。
メープルが引っ越して行った後日にカラフル村に引っ越して来た。
悪運の持ち主で、倒れ落ちた箱に埋もれたり、スズメバチに襲われたり、風船プレゼントを滝つぼに落としたりなど、不幸の連続を経験しているドジっ娘である。
だがぴんくたちがそんな彼女のために身代わりとなりがなら、運が強くなったと思いながら居続けるようになった。
気は優しいが、ネガティブな一面も持っている。
たぬきち（Tom Nook）
タヌキ商店（現在タヌキデパート）の経営者であるタヌキの男性。日用品からインテリアまで揃えている。
冷静で真面目だが、助手であるつぶきちとまめきちのトラブルにより毎日困っている様子。あさみとは仲が良い。蜂蜜が大好物。
コトブキ（Tortimer）
カラフル村の村長であるカメの老人。声をかけてはよくぴんくを驚かしてしまったりする。
秋の頃にはドンどんぐりに変身してどんぐり祭りを行う。
ジョニー（Gulliver）
ぴんくのパチンコによって墜落された宇宙飛行士であるカモメの男。片言しか喋らない。
ぴんくたちが宇宙船の部品を揃えたお礼としてモアイを授け、飛び去ったが、今度はフルメタルのパチンコによって再び墜落してしまった。
グレース（Gracie）
カラフル村に訪れたデザイナーであるキリンのニューハーフ。
最初はぴんくの服装に「ださグレース」の称号とカビた服を与え、嘲笑したが、後にぴんくが作り評判を高めたカラフル村の地図に見惚れ、圧倒された。
きぬよ&あさみ（Mabel and Sable）
仕立て屋エイブルシスターズを経営しているハリネズミの姉妹。
きぬよは性格の明るい働き者で、あさみは優しい上にたぬきちとは仲が良い。
つぶきち&まめきち（Tommy and Timmy）
タヌキデパートを経営しているたぬきちの助手。たぬきちのことを尊敬しているが、商品を誤って壊してしまうほど（しかしこれの場合落ち着きがなくてよくぶつかるからだという）悪戯好き。
カットリーヌ（Harriet）
タヌキデパートが開店された同時に登場したヘアーサロン・スピーディの経営者で、美容師であるプードルの女性。
ぴんくを様々なヘアースタイルに変えさせた。
ゆきだるま（Snowman）
冬の時期にしか登場しない雪だるま。
ぴんくによるアンバランスな体形にされたことが不満で、彼女に雪だるま作りの猛特訓をさせた鬼コーチでもある。
それ以来何度も酷い姿にされたが、第22話では初めて完全な形になった。リセットさんとは仲が良い。
ハッケミィ（Katrina）
カラフル村に訪れた占い師であるヒョウの女性。ぴんくに謎の予言を与えた。
まいごちゃん（Katie）
カラフル村に迷い込んでしまったネコの女の子。
泣き虫でわがままだが、アポロのことをおじちゃんと呼ぶほど気に入っている。
ラコスケ（Pascal）
謎の多い哲学者であるラッコの男。
意味深な言葉を残し、ぴんくに甲板の床を渡した後に村を去った。
とたけけ（K.K. Slider）
純喫茶ハトの巣で音楽を奏でている流離いのギタリストであるイヌの男性。
下積み時代（『どうぶつの森』）の苦労を語り、メープルに歌手になる自信を与えてくれた。
セイイチ（Wendell）
カラフル村で倒れていた画家であるトドの男。
ぴんくが彼にシーラカンスを与えたことで、お礼として化石ダミーを授けた。
リセットさん（Mr. Resetti）
リセット監視員であるモグラの男。しかし本作ではリセットがないため、普通に登場した。
ぴんくの雪だるま作りを完璧にさせるために鬼コーチ役をした。

### おいでよ どうぶつの森 ニコニコ村ものがたりのキャラクター
まお
ニコニコ村在住の人間の少女で、主人公。明るい性格の持ち主で、誰とでも仲が良い。
しかし深く語られていないキャラクターであるため、謎の点が多い。
オーロラ（Aurora）
ニコニコ村在住のペンギンの女の子。
ブンジロウ（Lobo）
ニコニコ村在住のオオカミの男。口癖は「だぜよ」。
庭にあるバラを全部青いペンキで塗ってイカサマをしたことがある。
ももこ（Peanut）
ニコニコ村在住のリスの女の子。口癖は「なのよ」。
立派な花を庭に収めたが、転倒による事故で荒れてしまった。しかし、まおたちによってももこの顔を描いた花園を作って元気を取り戻せた。
パッチ（Stitches）
ニコニコ村在住のコグマの男の子。口癖は「なのれす」。
まきば（Tipper）
ニコニコ村在住のウシの女。口癖は「ミルミル」。
1ごう（Kid Cat）
ニコニコ村在住のネコの男の子。原作では全身スーツを着ているが、本作では3ごう同様、手足の先が露出したデザインで描かれている。また、原作では猫らしい口だが、本作では普通の口である。
ヒュージ（Dizzy）
ニコニコ村在住のゾウの男の子。
ぺりこ&ぺりみ（Pelly and Phyllis）
ニコニコ村の役所に働いているペリカンの姉妹。
ガーデニング大会を見学しに来た。

## 単行本
- みんなのどうぶつの森 1（2008年12月25日発売、ISBN 978-4091407696）